# Luciano Berio
Luciano Berio (ur. 24 października 1925 w Oneglii, w Ligurii, zm. 27 maja 2003 w Rzymie) – włoski kompozytor okresu powojennej awangardy.
Słynął ze swoich muzycznych eksperymentów i działalności w zakresie muzyki elektronicznej. Zwrócił na siebie uwagę także swoimi transkrypcjami dzieł innych kompozytorów różnych epok – od Henry’ego Purcella po Igora Strawinskiego oraz inspirowaniem się dziełami filozoficznymi, literackimi, poetyckimi, Biblią aż po utwory Jamesa Joyce’a.

## Życiorys
Luciano Berio urodził się w Borgo d´Oneglia, małej wiosce w Ligurii. Po studiach w konserwatorium mediolańskim pracował przez pewien czas dla włoskiej radiofonii i telewizji (1953-1960), gdzie założył „Studio fonologiczne”, w ramach którego organizował serie koncertów muzyki awangardowej. Lata 1961-1965 poświęcił działalności pedagogicznej – wykładał w USA na uniwersytecie Harvarda, gdzie zapoznał się z nowoczesną techniką kompozytorską jak wówczas był serializm. Wykładał także w kilku uczelniach europejskich – zwłaszcza w Darmstadt. Poznał tam takich kompozytorów jak Pierre Boulez, Karlheinz Stockhausen, György Ligeti. Od roku 1965 był wykładowcą na wydziale kompozycji w Juilliard School w Nowym Jorku, gdzie pozostał aż do roku 1971. Od roku 1980 był członkiem Towarzystwa muzyki elektroakustycznej w Paryżu, w roku 1981 założył instytut nowej muzyki we Florencji, gdzie były realizowane kompozycje, m.in. Johna Cage’a. W ciągu swojej kariery pracował także jako dyrygent miejscowej orkiestry, szef artystyczny festiwalu „Maggio Musicale” we Florencji, od roku 1988 został członkiem Royal Academy of Music w Londynie. Kawaler Krzyża Wielkiego Orderu Zasługi Republiki Włoskiej (1994). Otrzymał także prestiżową nagrodę Siemensa. Utwory Beria są często wykonywane na całym świecie.
Podczas studiów Berio pracował jako akompaniator klasy wokalnej – tam poznał amerykańską mezzosopranistkę Cathy Berberian, która została jego żoną krótko po ukończeniu studiów (rozwiedli się w 1964 roku). Berio napisał wiele utworów z myślą o jej unikatowym głosie.

## Dzieła

### Muzyka elektroniczna
- Thema (Omaggio a Joyce), na taśmę (1958)
- Allez-Hop, na taśmę (1959)
- Visage, na taśmę (1961)
- Chants parallèles, na taśmę (1975)
- Diario immaginario – na taśmę (1975)

### Utwory wokalne
- Circles, na głos, harfę i perkusję (1960)
- Folk Songs, na mezzosopran i siedem instrumentów (1964)
- Laborintus II, na głos, instrumenty i taśmę (1965)
- Sequenza III, na głos (1966)
- O King, na mezzosopran i 5 instrumentów (1968)
- Sinfonia, na 8 głosów i orkiestrę (1968, poprawione 1969)
- Recital (for Cathy), na mezzosopran i 17 instrumentów (1971)
- Cries of London, na 8 głosów (1974)
- A-Ronne, na od 5 do 8 głosów (1975)
- Canticum Novissimi Testamenti I, na chór (1988)
- Canticum Novissimi Testamenti II, na 8 głosów, 4 klarnety i kwartet saksofonowy (1988)

### Utwory instrumentalne
- Sequenza I, na flet (1958)[3]
- Sequenza II, na harfę (1963)[4]
- Chemins I, na harfę i orkiestrę (1965)
- Sequenza III, na głos (1966)
- Sequenza IV, na fortepian (1966)[5]
- Sequenza V, na puzon (1966)
- Sequenza VI, na altówkę (1967)[6]
- Chemins II, na altówkę i 9 instrumentów (1967)
- Chemins III, na altówkę i orkiestrę (1968)
- Sequenza VII, na obój (1969)
- Chemins IIb, na orkiestrę (1970)
- Chemins IIc, na klarnet basowy i orkiestrę (1972)
- Línia, na dwa fortepiany, wibrafon i marimbę (1973)
- Points of the Curve to Find, na fortepian i 22 instrumenty (1974)
- Sequenza VIII, na skrzypce (1976)[7]
- Chemins IV, na skrzypce i orkiestrę smyczkową (1975)
- Il ritorno degli snovidenia, na wiolonczelę i 30 instrumentów (1977)
- Sequenza IX, na klarnet (1980)[8]
- Sequenza IXb, na saksofon altowy (1981)[9]
- Accordo, na zespół instrumentów dętych i perkusję (1981)
- Sequenza X, na trąbkę i fortepian preparowany (1984)
- Voci, na altówkę i dwie grupy instrumentów (1984)
- Sequenza XI, na gitarę (1988)[10]
- Chemins V, na gitarę i 42 instrumenty (1992)
- Notturno, pro kwartet smyczkowy (1994)
- Sequenza XII, na fagot (1995)
- Sequenza XIII, na akordeon (1995)[11]
- Alternatim, na klarnet, altówkę i orkiestrę (1997)
- Altra voce, na flet, mezzosopran i elektronikę (1999)
- Sequenza XIV, na wiolonczelę (2002)

### Utwory orkiestrowe
- Chemins IIb, (1970)
- Concert, na dwa fortepiany (1972)
- Still, (1973)
- Eindrücke, (1974)
- Cor, (1976)
- Rèquiem, (1984)
- Continu, (1991)
- Ekphrasis (Continu II), (1996)

### Muzyka sceniczna
- Opera, musical (1970)
- Per la dolce memòria di quel giorno, balet (1974)
- La vera storia, musical (1978)
- Un re in ascolto, musical (1984)
- Outis, musical (1996)

## Opery
- La Vera Storia (1981)
- Un re in ascolto (1984)